# Pink Moon
Az 1972-es Pink Moon Nick Drake harmadik, egyben utolsó nagylemeze. Az egész albumot éjfélkor rögzítették két kétórás szakaszban, október két napján. A dalokon csak Nick Drake hallható. Megjelenésekor kevés figyelmet kapott, de Drake halála után széles körű kritikai és hallgatói elismerésre tett szert. A lemezborítót Michael Trevithick, Drake nővérének párja készítette.
2000-ben a Melody Make a 48. helyre rakta a Minden idők 100 legjobb albuma listán. 2003-ban a Rolling Stone magazin Minden idők 500 legjobb albuma listáján a 320. lett. 2004-ben a Pitchfork Media a 13. legjobb 70-es évekbeli albumnak nevezte. Szerepel az 1001 lemez, amit hallanod kell, mielőtt meghalsz című könyvben.

## Az album dalai
| 1. | Pink Moon             | Nick Drake | 2:06 |
| 2. | Place to Be           | Nick Drake | 2:43 |
| 3. | Road                  | Nick Drake | 2:02 |
| 4. | Which Will            | Nick Drake | 2:58 |
| 5. | Horn                  | Nick Drake | 1:23 |
| 6. | Things Behind the Sun | Nick Drake | 3:57 |

| 1. | Know             | Nick Drake | 2:26 |
| 2. | Parasite         | Nick Drake | 3:36 |
| 3. | Free Ride        | Nick Drake | 3:06 |
| 4. | Harvest Breed    | Nick Drake | 1:37 |
| 5. | From the Morning | Nick Drake | 2:30 |

## Közreműködők
- Nick Drake – ének, akusztikus gitár; zongora a Pink Moon-on
- John Wood – hangmérnök, producer